# Enare träsk

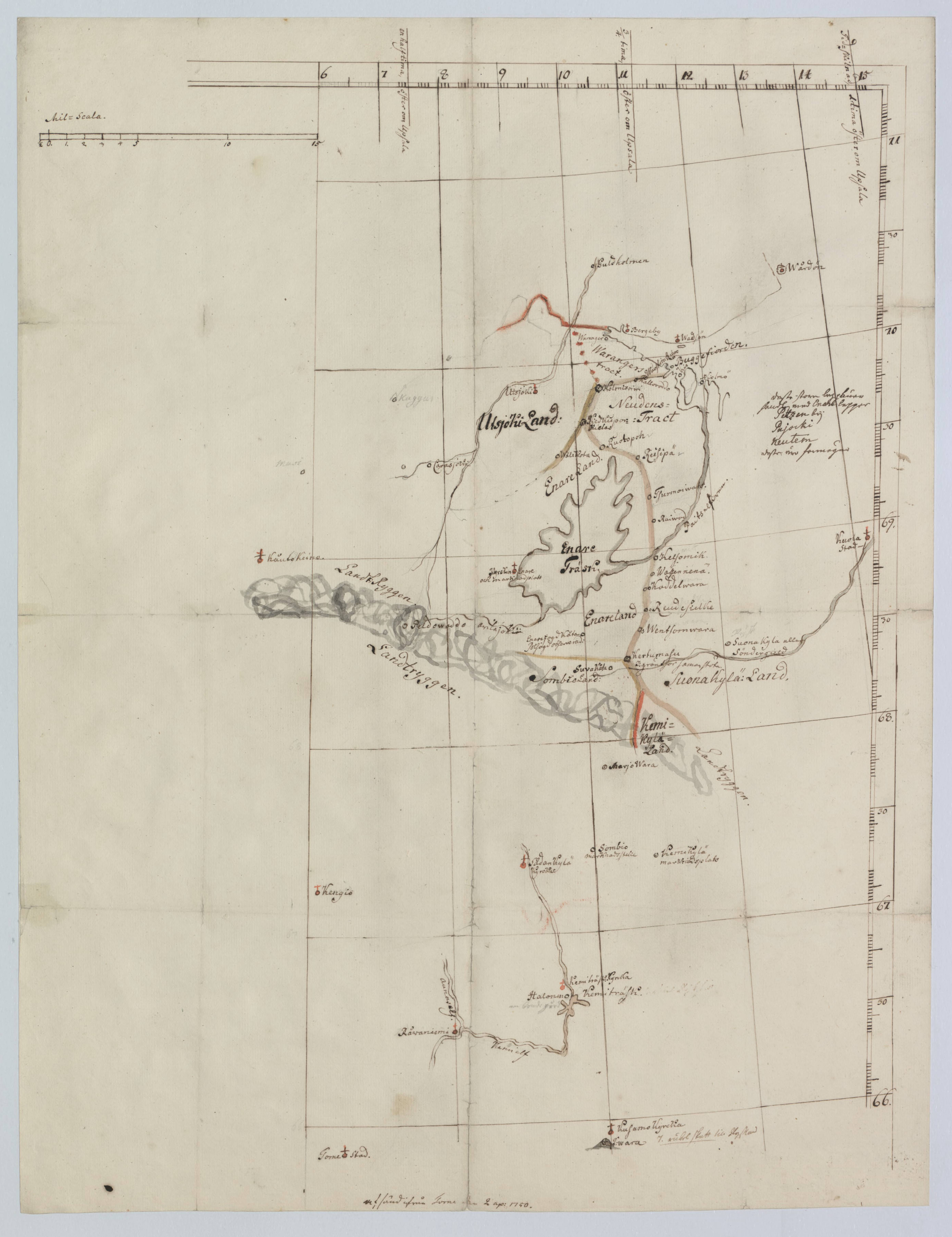
Karta från 1700-talet över Enare träsk med omgivningar.

Enare träsk (finska: Inarijärvi eller Inarinjärvi, enaresamiska: Aanaarjävri, skoltsamiska: Aanarjäuʹrr, nordsamiska: Anárjávri) är en sjö norr om polcirkeln i Enare kommun i norra delen av Lappland. Sjön är den tredje största i Finland, efter Saimen och Päijänne. Dess yta är 1 040 km². Den är normalt isbelagd från november till juni.
Enare träsk är Lapplands landskapssjö.
Den 28 december 1984 störtade en sovjetisk kryssningsrobot i Enare träsk.

## Geografi
Höjden över havet varierar mellan 117 och 119 meter, eftersom vattenståndet regleras av kraftverken i Pasvik älv. Sjön avrinner genom Pasvik älv till Varangerfjorden vid Norra ishavet.
Enare träsk har ett medeldjup på 15 meter. Det största djupet är på 92 meter, i närheten av 69°8′50″N 28°19′40″Ö / 69.14722°N 28.32778°Ö i nordöstra delen av fjärden Vasikkaselkä ("Kalvfjärden"). Sjön har 3 318 öar, varav de mest kända är Hautuumaasaari (Begravningsplatsön) och Ukonkivi (Gubbstenen). Offerplatser har hittats på dessa.
Området kring sjöns norra, västra och södra stränder har traditionellt utnyttjats av enaresamer, som huvudsakligen livnärt sig på fiske samt jakt och småskalig renskötsel.

## Omkringliggande sjöar
Många sjöar avrinner till Enare träsk. Den största av dessa är Muddusjärvi. Andra exempel är Nitsijärvi, Paatari och Vuontisjärvi.

## Fiskbeståndet
Det finns många arter av laxfiskar i Enare träsk, däribland lax, öring, röding, sik, siklöja och harr. Reeska är en dvärgart av sik, vars ekologiska nisch upptas av siklöjan i sjöar längre söderut. Siklöjan fiskades förr av samerna i stora mängder i oktober och saltades in för att täcka vinterns behov. Saimenlaxen och kanadarödingen hör däremot inte till de ursprungliga fiskarterna, utan är inplanterade i sjön. Siklöjebeståndet ökade kraftigt på 1970-talet. Flera fiskare tog då lån för anskaffning av fiskeutrustning. Beståndet tröt dock på mindre än tio år.

## Galleri

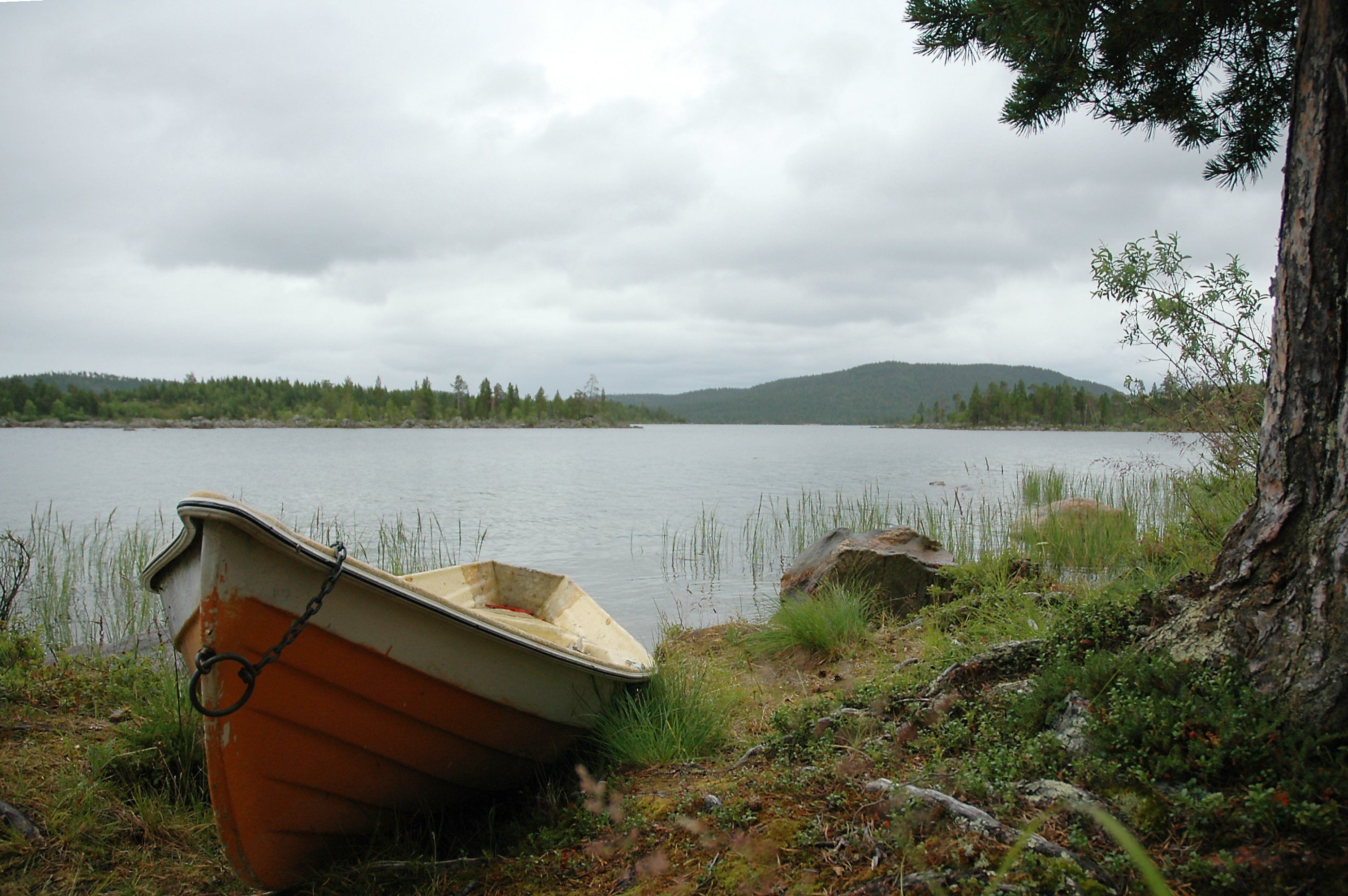
En båt vid Enare träsks strand.
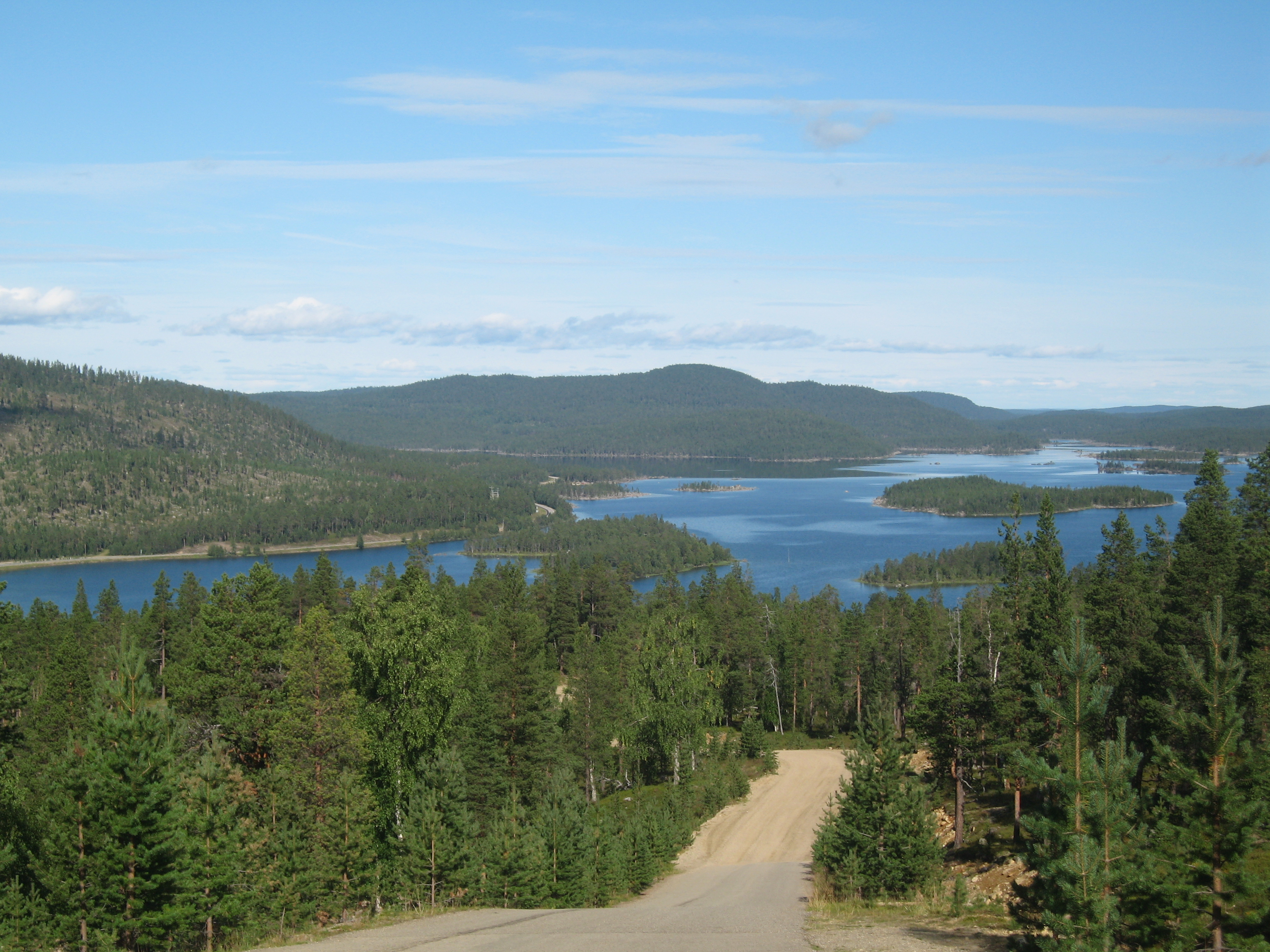
Vy över Enare träsk.